# St. Martin (Unterbachern)

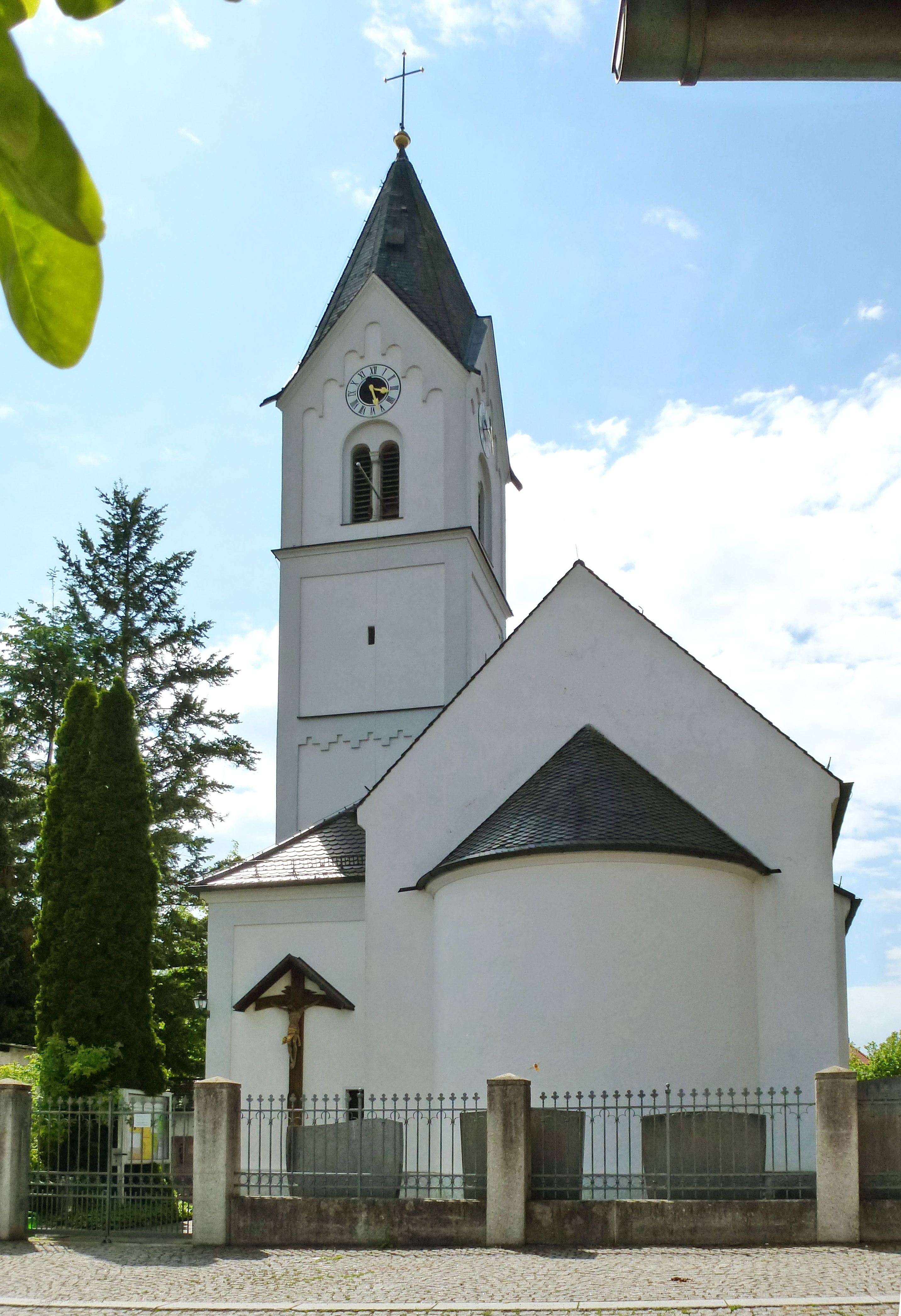
St. Martin in Unterbachern

Die römisch-katholische Filialkirche St. Martin steht in Unterbachern, einem Gemeindeteil von Bergkirchen im oberbayerischen Landkreis Dachau. Das Bauwerk ist in der Liste der Baudenkmäler in Bergkirchen unter der Nr. D-1-74-113-33 eingetragen. Die Kirche gehört zum Dekanat Dachau im Erzbistum München und Freising.

## Beschreibung
Die barocke Saalkirche wurde im 17. Jahrhundert erbaut und im 19. Jahrhundert neoromanisch umgestaltet. Sie besteht aus dem Langhaus, dem eingezogenen, quadratischen Chor im Osten mit anschließender Apsis des romanischen Vorgängerbaus, einer Sakristei an der Südwand des Chors und dem 1899 als Nachfolger eines Dachreiters gebauten Kirchturm in der Südwestecke von Langhaus und Sakristei. Im obersten Geschoss des Kirchturms hängen hinter als Biforien gestalteten Klangarkaden drei Glocken. Sie wurden 1946 und 1947 von Karl Czudnochowsky sowie 1899 von dessen Vorgänger Anton Josef Bachmair, beide aus Erding, gegossen. In den Giebeln darüber sind die Zifferblätter der Turmuhr angebracht. Darauf sitzt ein spitzer Helm. Das Langhaus ist mit einer Flachdecke überspannt.
Der Hochaltar mit gewendelten Säulen stammt aus der Zeit um 1670. Sein zentrales Bild ist die Figur des Kirchenpatrons, des hl. Martin zu Pferd, der seinen Mantel mit dem Bettler teilt, der ihm nach der Legende später im Traum als Jesus erscheint. Im Altarauszug ist Gottvater mit der Weltkugel dargestellt, umgeben von Putten und Engeln. An den Seiten des Altars stehen Statuen der Bistumspatrone St. Korbinian und St. Sigismund. Das Tier zu Füßen des heiligen Korbinian soll der Bär sein, der Korbinians Pferd getötet hatte und zur Strafe dessen Gepäck nach Rom tragen musste.
Die Seitenaltäre entstanden um 1690. Sie sind im Stil ähnlich gehalten wie der Hochaltar mit großen rundbogigen Nischen zwischen Säule. Im linken Altar steht eine Madonna mit Jesuskind als Himmelskönigin, die im 18. Jahrhundert datiert wird. Hauptfigur des rechten Seitenaltars ist der heilige Andreas mit dem nach ihm benannten Andreaskreuz an der Hand, das möglicherweise in jüngerer Zeit hinzugefügt wurde. Im Auszug des linken Altars ist der auferstandene Christus in einem runden Halbrelief als Brustbild dargestellt, rechts die heilige Anna, Mutter der Gottesmutter Maria.

## Orgel
Die Orgel mit 13 Registern auf zwei Manualen und Pedal wurde 1960 von Orgelbau Sandtner als pneumatisches Kegelladen-Instrument erbaut. Das wiederverwendete Régence-Gehäuse aus der Zeit um 1735 stammte von der Orgelübertragung aus Heilig Kreuz in Kreuzholzhausen im Jahr 1903. Die dortige Brüstungsorgel musste einem kompletten Neubau von Willibald Siemann weichen. Um ausreichend Platz für das neue, größere Instrument zu schaffen, wurde zusätzlich zum historischen Gehäuse ein moderner Zubau dahinter errichtet, der als Freipfeifenprospekt ausgeführt wurde.
Die Disposition der Orgel lautet:
| I. Manual C–g3 |    |
| Principal      | 8′ |
| Spitzflöte     | 8′ |
| Pommer         | 4′ |
| Mixtur         | 2′ |

| II. Manual C–g3  |       |
| Lieblich Gedackt | 8′    |
| Principal        | 4′    |
| Salicional       | 4′    |
| Blockflöte       | 4′    |
| Quinte           | 1 ⁄3′ |
| Cimbel           | 1′    |

| Pedal C–f1    |     |
| Subbaß        | 16′ |
| Zartbaß       | 16′ |
| Gedacktpommer | 04′ |

- Koppeln: II/I, I/P, II/P, Superoktavkoppel II/I, Suboktavkoppel II/I